# Aristides González
Aristides González, född den 12 januari 1961, är en puertoricansk boxare som tog OS-brons i mellanviktsboxning 1984 i Los Angeles. González blev den förste puertoricanen att ta en medalj sedan Orlando Maldonado vid olympiska sommarspelen 1976.